# Achelia alaskensis
Achelia alaskensis is een zeespin uit de familie Ammotheidae. De soort behoort tot het geslacht Achelia. Ze werd in 1904 voor het eerst wetenschappelijk beschreven door Leon Jacob Cole, die ze indeelde bij het geslacht Ammothea.
De soort werd in 1899 ontdekt door de Harriman Alaska Expedition aan de kust van Alaska. De typelocatie is "Orca" in Prince William Sound.